# David Hepburn
Pour les articles homonymes, voir Hepburn.
David Hepburn est un écrivain d'origine britannique de langue française, né le 17 avril 1976.

## Œuvres
- 2008 : Le Cercle du silence, récompensé du grand prix Femme Actuelle Roman de l'été (Éditions Les Nouveaux Auteurs)
- 2009 : Prémonitions (Éditions Les Nouveaux Auteurs)
- 2009 : The Genie of the Watch, nouvelle